# Daniel E. Herrendorf
 (janvier 2014).
Si vous disposez d'ouvrages ou d'articles de référence ou si vous connaissez des sites web de qualité traitant du thème abordé ici, merci de compléter l'article en donnant les références utiles à sa vérifiabilité et en les liant à la section « Notes et références ».
Daniel E. Herrendorf (né le 18 juin 1965 à Buenos Aires en Argentine) est un écrivain, philosophe et juriste argentin. Il est également professeur de philosophie et de sciences politiques[réf. nécessaire].
Herrendorf privilégie l’aspect fantastique du texte poétique, rejetant une écriture rationnelle qu’il juge insuffisante et limitée.
Si son œuvre a souvent été comparée à celle de son compatriote Jorge Luis Borges, elle s’en distingue toutefois par une approche plus ludique et moins érudite de la littérature.
Son travail est à l’occasion délibérément trompeur.
Herrendorf est l'auteur du premier Code international des Droits de l'Homme (2013) .
C’est dans les années 2000 que Herrendorf est découvert par la critique internationale.

## Biographie
Daniel Estéban Herrendorf est le fils de Jorge Ruben Herrendorf, professeur de psychologie, et d'Elsa Delia Sanz-Koche, à qui son époux a appris le français. La famille de son père était pour partie juive allemande, russe et polonaise ; celle de sa mère espagnole et française. Chez lui on parle aussi bien l'espagnol que le français et depuis sa plus tendre enfance, Herrendorf est donc bilingue, même s'il dira toute sa vie qu'il ne maîtrise pas parfaitement le français.
Pendant les années 1990, Herrendorf habite durant trois années au Mexique puis à Rome où il étudie à l'Université Grégorienne. À Paris, Herrendorf devient membre de la Grande Loge Maçonnique de France.
Il retourne à Buenos Aires en 1994 et s'engage dans de multiples activités culturelles : il fonde des revues, traduit notamment Proust, publie des poèmes et des essais. À la fin des années 1990, il commence à écrire des contes et des nouvelles et publie Mémoires d’Antinoüs, qui le fait connaître en tant que prosateur.
Principalement connu pour ses nouvelles, il écrit aussi des poèmes et publie une quantité considérable de critiques littéraires.
En 1995, le gouvernement argentin nomme Herrendorf Secrétaire d’État. Il devient également professeur à l’Université, devenant peu à peu un personnage public.
C'est seulement dans les années 2000 que Herrendorf est découvert par la critique internationale. L'écrivain Michel Wagner, qui avait proposé des nouvelles de lui dans la revue de la Société Internationale d’Études Yourcenariennes (SIEY) de Paris, offre, chez EST-Samuel Tastet Editions, Mémoires d’Antinoüs. C'est une découverte pour le public français et européen. Après l'importante action de la SIEY, c'est la maison d'édition Random House qui le fait connaître du grand public.

## Œuvres[réf.nécessaire].
- Mémoires d'Antinoüs, publié sous les auspices de la Société internationale d'études yourcenariennes (SIEY), Traduit de l'espagnol par Michel J. Wagner, Présenté par Jean-Pierre Castellani, 212 pages, EST-Samuel Tastet Éditeur, Paris, 2012.
- Tratado Internacional de Derechos Humanos, Tomes I, II, III, IV & V, Thomson Reuters, Buenos Aires, 2013.
- Evita, la loca de la casa, 1ª ed. Random House-Mondadori, Buenos Aires 2003; 2ª ed. Random House-Mondadori, Buenos Aires 2003.
- Memorias de Antínoo, 1ª ed. Random House-Mondadori, Buenos Aires 2000; 2ª ed. Random House-Mondadori, Buenos Aires 2001; 3ª ed. Random House-Mondadori, Buenos Aires 2002.
- El sueño de Dante, 1ª ed. Random House-Mondadori, Buenos Aires 2000; 2ª ed. Random House-Mondadori, Buenos Aires 2000; 3ª ed. Random House-Mondadori, Buenos Aires 2001.
- El poder de los jueces, 1ª ed. Universidad Veracruzana, México 1992 y Abeledo-Perrot, Buenos Aires 1993; 2ª ed Abeledo-Perrot, Buenos Aires 1994; 3ª ed Abeledo Perrot, Buenos Aires 1995; 4ª ed Thomson Reuters (en prensa).
- Los derechos humanos ante  la justicia – Garantía de la Libertad innominada, 1ª ed. Abeledo-Perrot, Buenos Aires 1997; 2ª ed Thomson Reuters (en prensa).
- Autopsie de la science du droit. Pour une Phénoménologie de la conduite juridique, Presses universitaires d’Aix-Marseille, Aix-en-Provence, 1996.
- El Derecho a tener derechos, 1ª ed. Catálogos, Buenos Aires 1995; 2ª ed Catálogos, Buenos Aires 1996.
- La Constitución reformada, Centro de Estudio Constitucionales de Madrid, Madrid, 1995.
- Derechos humanos y refugiados - La intemperie espiritual, Organización de las Naciones Unidas, ACNUR, Mexico 1994.
- Filosofía de los derechos humanos, Presidencia de la República Mexicana, Comisión Nacional de Derechos Humanos, México 1993.
- Sociología de los derechos humanos, Presidencia de la República Mexicana, Comisión Nacional de Derechos Humanos, México 1992.
- Teoría general y política de los derechos humanos, Presidencia de la República Mexicana, Comisión Nacional de Derechos Humanos, México 1992.
- La situación actual de la teoría general del derecho, Cárdenas, México 1991.
- Principios de derechos humanos y garantías, en collaboration avec Germán J. Bidart Campos, Ediar, Buenos Aires 1991.
- El derecho internacional de los derechos humanos, Universidad Iberoamericana, México 1990.
- Derechos humanos y viceversa, Presidencia de la República Mexicana, Comisión Nacional de Derechos Humanos, México 1990.
- El poder de la policía en un sistema de derechos humanos, Instituto Nacional de Ciencias Penales, México 1990.
- Las corrientes actuales de la filosofía del derecho, Ediar, Buenos Aires 1989.
- Radiografía de la Teoría egológica del Derecho, en collaboration avec Carlos Cossio, Depalma, Buenos Aires 1987.